# Navidad Nuestra
Navidad Nuestra (deutsch: Unsere Weihnacht) ist eine Weihnachtskantate des argentinischen Komponisten Ariel Ramírez und Texters Félix Luna. Die Weihnachtsgeschichte wird dabei in den südamerikanischen Kulturraum übertragen, so ist die Kantate zum Beispiel mit südamerikanischen Musikinstrumenten orchestriert.
Die Kantate besteht aus sechs Liedern, von denen jedes im Rhythmus eines anderen südamerikanischen Tanzes komponiert ist:
1. La anunciación („Die Verkündigung“), der Engel Gabriel und Maria – Chamamé
2. La peregrinación („Die Pilgerreise“), Josef und Maria auf der Herbergsuche – Huella
3. El nacimiento („Die Geburt“) – Vidala catamarqueña
4. Los pastores („Die Hirten“) – Chaya
5. Los reyes magos („Die Heiligen Könige“) – Takirari
6. La huida („Die Flucht“) – Vidala tucumana

Nicht nur die Melodien, auch die von Félix Luna verfassten Texte stellen die Weihnachtsgeschichte in eine südamerikanische Welt: Maria und Josef reisen durch die eisige Pampa mit Dornen und Brennnesseln, die Hirten kommen aus ganz Argentinien und bringen dem Kind kleine Käselaibe, Basilikum und Thymian, die Könige bringen als Geschenk einen weißen Poncho aus echtem Alpaka.
Ramírez und Luna haben das Werk im Herbst 1963 geschrieben. Es erschien gemeinsam mit der Misa Criolla 1964 auf einer LP des Tonstudios Philips Records.
Navidad nuestra wurde von Sängern wie Mercedes Sosa und José Carreras sowie zahlreichen anderen lateinamerikanischen Sängern interpretiert. Die Kantate ist auch bei lateinamerikanischen Laienchören sehr beliebt.